# Brickellia knappiana
Brickellia knappiana là một loài thực vật có hoa trong họ Cúc. Loài này được Drew mô tả khoa học đầu tiên năm 1888.